# Максенс Какере
Максенс Какере (фр. Maxence Caqueret, нар. 15 лютого 2000, Венісьє, Франція) — французький футболіст, опорний півзахисник італійського клубу «Комо».
Виступав, зокрема, за клуб «Ліон», а також молодіжну збірну Франції.

## Ігрова кар'єра

### Клубна
Максенс Какере народився у містечку Венісьє, що поблизу Ліона. З 2011 року футболіст почав займатися футболом в академії клубу «Олімпік» з Ліону. Грав у молодіжній команді клубу. У січні 2019 року Какере вперше вийшов на поле в основній команді у турнірі на Кубок Франції. В чемпіонат Какере дебютував у листопаді 2019 року, коли вийшов у стартовому складі на матч проти «Страсбура».
12 січня 2025 року підписав контракт на чотири з половиною роки з клубом Серії A «Комо».

### Збірна
З 2015 року Максенс Какере є постійним гравцем юнацьких та молодіжної збірних Франції.

## Титули
Ліон
- Фіналіст Кубка Ліги: 2019/20[5]